# 张家湾水库
张家湾水库是中国安徽省宣城市广德市境内的一座水库，位于长江水系桐纳河上，建于1977年。水库正常库容为815万立方米，集雨面积为11平方千米，海拔为48米。